# Je m'appelle Barbra
Je m'appelle Barbra é o oitavo álbum de estúdio da cantora e atriz estadunidense Barbra Streisand.
Lançado em outubro de 1966, trata-se de uma homenagem de Streisand a música e aos artistas franceses. Trata-se também da terceira vez em que um de seus álbuns recebe o nome "Meu Nome É Barbra", após My Name Is Barbra (1965) e My Name Is Barbra, Two... (1965), exceto que dessa vez está em língua francesa.
Em 1965, durante um período conturbado em sua vida e carreira, Barbra Streisand se viu entre as gravações de seus especiais de TV, a peça Funny Girl e o nascimento de seu filho, Jason. Nesse contexto, Nat Shapiro, diretor de artistas e repertório no departamento internacional da Columbia, planejava expandir a audiência de Streisand na Europa. Eles concordaram que um álbum em francês seria comercialmente apropriado.
Inicialmente, a ideia era gravar um Extended play (EP), com produção de Ettore Stratta, que incluiria quatro canções.  Para esse projeto, Shapiro escolheu músicas de compositores de música francesa contemporânea que ele conhecia. As gravações ocorreram em 16 de novembro de 1965, no estúdio da Columbia Records, resultando em oito canções gravadas. O maestro Michel Legrand foi o arranjador, marcando o primeiro de muitos trabalhos entre ele e Streisand.
O EP En Français foi lançado em fevereiro de 1966 e teve bom desempenho nas paradas de sucesso na Bélgica e na Grã-Bretanha.
Em 13 de janeiro de 1966, Streisand voltou ao estúdio para gravar mais canções, e o projeto evoluiu para se tornar seu oitavo álbum de estúdio. Ela chegou a gravar a faixa "Autumn Leaves" vinte e oito vezes, o que durou cerca de três horas e meia. Após as gravações, a cantora passou cerca de quatro horas ouvindo cada uma delas até escolher a que fosse adequada para entrar no disco. Uma das faixas incluídas é a canção "Ma Première Chanson", cuja composição é da própria Streisand.
A cantora começou a incluir canções em francês no repertório, a partir de sua turnê ocorrida no verão de 1966. Segundo seus depoimento, inicialmente, existia a intenção de lançar dois álbuns: um completamente em inglês e outro em francês e inglês. Quando as gravações foram finalizadas, o material tornou-se apenas um disco (o Je m'appelle Barbra), deixando grande parte das músicas gravadas de fora.
A recepção da crítica especializada em música foi favorável. William Ruhlmann, do site AllMusic, avaliou com três estrelas de cinco e escreveu que "Streisand não faz feio cantando em francês", mas considerou o álbum mais como "um experimento do que um triunfo".
Comercialmente, tornou-se um sucesso. Atingiu a posição de número 5 na parada musical Billboard 200, passando vinte e nove semanas na tabela. Em 2002, a Recording Industry Association of America (RIAA) o certificou como disco de ouro nos Estados Unidos, por vendas superiores a 500 mil cópias.

## Lista de faixas
- Créditos adaptados do encarte do LP Je m'appelle Barbra e do EP En Français (EP), de 1966.[11][12]

| Je m'appelle Barbra |                          |                                                            |         |  |
| N.º                 | Título                   | Compositor(es)                                             | Duração |  |
| 1.                  | "Free Again"             | Joss Baselli, Armand Canfora, Robert Colby, Michel Jourdan | 3:43    |  |
| 2.                  | "Autumn Leaves"          | Joseph Kosma, Johnny Mercer, Jacques Prévert               | 2:50    |  |
| 3.                  | "What Now My Love"       | Gilbert Bécaud, Pierre Delanoë, Carl Sigman                | 2:41    |  |
| 4.                  | "Ma Première Chanson"    | Eddy Marnay, Barbra Streisand                              | 2:19    |  |
| 5.                  | "Clopin Clopant"         | Bruno Coquatrix, Pierre Dudan, Kermit Goell                | 3:10    |  |
| 6.                  | "Le Mur"                 | Charles Dumont, Michel Vaucaire                            | 2:34    |  |
| 7.                  | "I Wish You Love"        | Albert A. Beach, Léo Chauliac                              | 3:01    |  |
| 8.                  | "Speak to Me of Love"    | Jean Lenoir, Bruce Sievier                                 | 2:52    |  |
| 9.                  | "Love and Learn"         | Norman Gimbel, Michel Legrand, Marnay                      | 2:29    |  |
| 10.                 | "Once Upon a Summertime" | Eddie Barclay, Legrand, Marnay, Mercer                     | 3:37    |  |
| 11.                 | "Martina"                | Legrand, Hal Shaper                                        | 2:21    |  |
| 12.                 | "I've Been Here"         | Dumont, Earl Shuman, Vaucaire                              | 2:31    |  |

| En Français (EP) |                            |                                             |         |  |
| N.º              | Título                     | Compositor(es)                              | Duração |  |
| 1.               | "Non...C'est Rien"         | Joss Baselli, Armand Canfora, Michel Jordan | 3:23    |  |
| 2.               | "Les Enfants Qui Pleurent" | E. Marnay, M. Legrand                       | 2:13    |  |
| 3.               | "Et La Mer"                | E. Marnay, M. Legrand                       | 2:37    |  |
| 4.               | "Le Mur"                   | M. Voucaire, C. Dumont                      | 2:32    |  |

## Tabelas

### Tabelas semanais
| Tabela musical (1966)          | Melhor posição |
| ------------------------------ | -------------- |
| Estados Unidos (Billboard 200) | 5              |

## Certificações e vendas
| Região                                              | Certificação | Vendas   |
| --------------------------------------------------- | ------------ | -------- |
| Estados Unidos (RIAA)                               | Ouro         | 500,000^ |
| ^números de vendas baseados somente na certificação |              |          |